# Anh Đào Traxel
Anh Đào Traxel (tên khai sinh Dương Anh Đào, 22 tháng 8 năm 1957) là một người Pháp gốc Việt, con nuôi của vợ chồng tổng thống Pháp Jacques và Bernadette Chirac. Bà là chủ tịch của tổ chức cứu trợ L'Étoile européenne du dévouement civil et militaire, năm 2009 bà được Nhà nước Pháp phong tặng Bắc đẩu bội tinh hạng 5.

## Tiểu sử
Dương Anh Đào sinh năm 1957 tại Sài Gòn. Năm 1979 Anh Đào có mặt trong một nhóm thuyền nhân trú tạm tại Sân bay quốc tế Charles-de-Gaulle và được thị trưởng Paris lúc đó là Jacques Chirac nhận làm con nuôi không chính thức (fille de coeur). Cô sống cùng ông bà Jacques, Bernadette Chirac và hai con gái ruột của họ Laurence và Claude Chirac trong vòng hai năm tại nhà của ông bà ở Paris.
Sau lần lập gia đình thứ nhất không thành công, Dương Anh Đào cưới Emmanuel Traxel, một sĩ quan an ninh Pháp, và đổi tên theo họ của chồng thành Anh Đào Traxel. Bà hiện là chủ tịch của L'Étoile européenne du dévouement civil et militaire, một tổ chức cứu trợ chuyên giúp đỡ các gia đình có người hi sinh trong khi làm nhiệm vụ cho nhà nước. Năm 2006 bà đã cho xuất bản cuốn hồi ký La Fille de Cœur.
Năm 2009 Anh Đào Traxel được Nhà nước Pháp phong tặng Bắc đẩu bội tinh hạng 5, bà còn được Nhà nước Comoros tặng thưởng Étoile de Mohéli và Étoile de la Grande Comore.